# Michael Collins (ír vezető)
Michael John („Mick”) Collins (írül: Mícheál Seán Ó Coileáin; 1890. október 16. – 1922. augusztus 22.) ír forradalmi vezető volt, az Ír Köztársaság pénzügyminisztere, az Ír Köztársasági Hadsereg (IRA) hírszerzésének igazgatója, az ír delegáció tagja az Angol-Ír Egyezmény megkötéséhez vezető tárgyalásokon az ideiglenes kormány elnökeként, illetve és az Ír Hadsereg főparancsnokaként.
1922 augusztusában, az ír polgárháború harcai közben meggyilkolták. Valamennyi ír politikai párt elismeri hozzájárulását a modern ír állam megalapításához, különösen a Fine Gael párt követői, akik mozgalmuk alapítójának tartják.

## A korai évek
Sam's Crossban született, a Cork megyei Clonakilty közelében.A család nyolc gyermeke közül a legkisebb volt és a harmadik fiú. Bár legtöbb életrajza szerint 1890. október 16-án született, a sírkövén október 12. áll születési dátumként.
Családja, a muintir Uí Choileáin valamikor a Limerick közelében lévő Uí Chonaill ura volt, de sok ír nemeshez hasonlóan elvesztette birtokát, és paraszti szintre süllyedt. 59 hektáros birtokuk mégis módosabbá tette őket, és könnyebb megélhetést biztosított számukra annál, ahogy a 19. század végén a legtöbb ír paraszt élt. Michael egyik nővére Marc Celestine néven apáca lett és tanító Londonban.
Édesapja, akit szintén Michael Collinsnak hívtak, az ír republikánus Fenian mozgalom tagja volt, de felhagyott a politizálással, és a földműveléssel kezdett el foglalkozni. Hatvanéves volt, amikor elvette a 23 esztendős Marianne O’Brient. Az ifjabb Michael hatéves volt, amikor apja meghalt.
Collins éles eszű, heves vérmérsékletű, sportszerető gyermek és fiatal volt, akinek nacionalizmusát a helyi kovács, James Santry táplálta, később pedig a helyi iskola tanára, Denis Lyons, az Ír Köztársasági Testvériség (Fenian) mozgalom tagja, azé a szervezeté, amelynek Michael később vezetője lett.
Az iskola elvégzése után a 15 éves Michael, mint sokan előtte Írországból és különösen Clonakilty környékéről, Londonba költözött, ahol Johanna („Hannie”) nővérénél lakott.
1906 februárjában letette a brit közszolgálati vizsgát, amelynek során, hogy átmenjen, dicsérnie kellett "a legnagyobb birodalmat", a Brit Birodalmat. Júliustól a posta szolgálatába állt.
Mindez azonban nem lohasztotta le ír nacionalizmusát. Csatlakozott a helyi Gael Atlétikai Szövetséghez, és ezen keresztül az Ír Köztársasági Testvériséghez. A 19 éves Collinst Sam Maguire, a dunmanwayi (Cork megye) protestáns republikánus vezette be az Írország felszabadításáért küzdő szervezetbe.

## A húsvéti felkelés

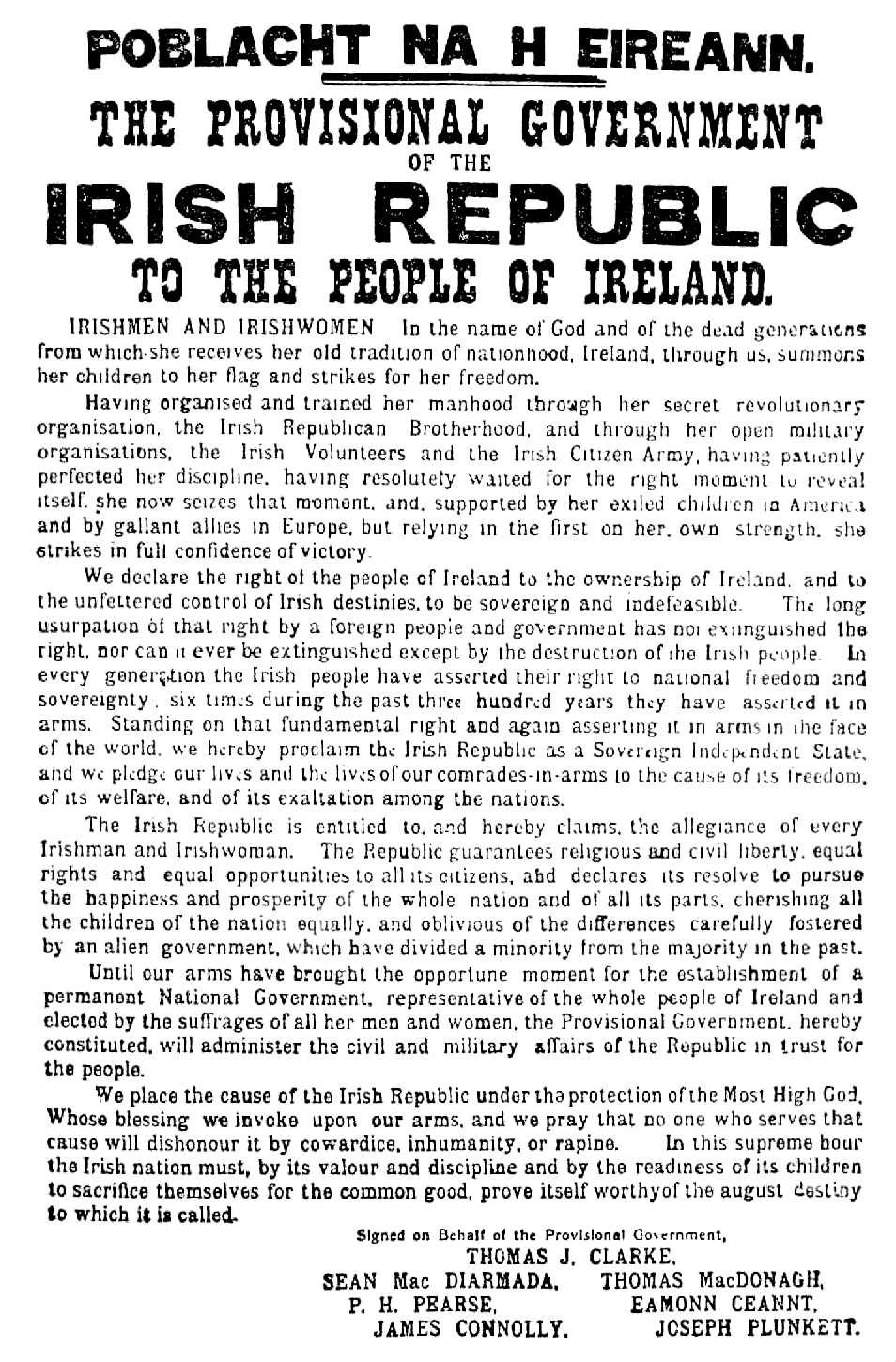
A Húsvéti Nyilatkozat, amelyet Pádraig Pearse olvasott fel a főpostahivatal előtt a húsvéti felkelés kezdetén

Michael Collins először az 1916-os húsvéti felkelés során tett szert ismertségre.
Szervezési képességei és intelligenciája tekintélyt szereztek számára a szervezetben. Hamarosan Plunkett gróf "pénzügyi tanácsadója lett", aki a felkelés egyik fő szervezőjének, Joseph Mary Plunkettnek az apja volt. Collins a felszabadítási mozgalom mélyáramába került.
Amikor a felkelés 1916 húsvét hétfőjén elindult, Collins Patrick Pearse-szel és másokkal együtt dublini főpostahivatal elfoglalásában vett részt. Katonai értelemben a felkelés, ahogy sokan számítottak rá, csúfos kudarcba fulladt. Sokan mégis ünnepelték a felkelés tényét, azzal érvelve, hogy a véráldozat még több embert térít meg a függetlenség ügye számára. Collins számára inkább a végrehajtás amatőr volta volt szembetűnő: a postahivatalhoz hasonló épületeket még elfoglalásuk esetén is lehetetlen volt védeni, utánpótlással ellátni, sőt még menekülni sem lehetett belőlük. Az angol-ír háború során később Collins mindig igyekezett elkerülni, hogy emberei „ülő célpontot” nyújtsanak, ehelyett előszeretettel alkalmazta a gerilla harcmodort a britek ellen.
Collinst a felkelés sok más résztvevőjével együtt letartóztatták. Csaknem akasztófára került, de végül másokkal együtt a frongochi internálótáborba került. Vezetői képességei itt is megmutatkoztak. Mire a foglyok kiszabadultak, Collins már a Sinn Féin nevű kis ír nacionalista párt egyik vezető alakja volt. A brit kormány és az ír média – tévesen – ezt a pártot tartották a felkelés fő felelősének. A párt részben emiatt is valóban radikalizálódott és gyorsan magába szippantotta a túlélő felkelőket. 1917 októberére Collins a Sinn Féin vezető testületének tagja lett és az Ír Önkéntesek nevű félkatonai szervezet igazgatója. Mindkét szervezet elnöke Éamon de Valera volt.

## Az első Dáil

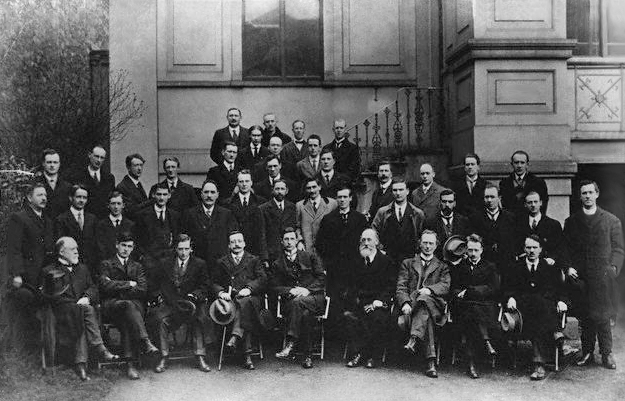
Az 1918-as brit választásokon a westminsteri parlamentbe megválasztott ír képviselők Dublinban 1919. január 21-én Dáil Éireann („Írország Gyűlése”) néven megalapították az első Ír Parlamentet

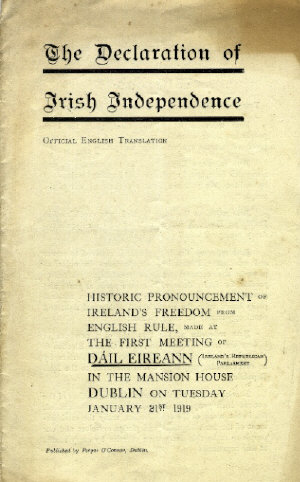
Az Ír Függetlenség Nyilatkozat elfogadása Dublinban január 21-én

Mint a Sinn Féin többi vezetőjét, Collinst is jelölték az 1918-as választások során a londoni Parlament alsóháza (House of Commons) tagjának. A túlnyomó többségüket (többeknek kihívója sem volt) meg is választották, köztük Collinst is, aki Dél-Cork képviselője lett. Az Ír Parlamenti Párt megválasztott képviselőitől eltérően azonban a Sinn Féin képviselői nem foglalták el a helyüket a westminsteri parlamentben, ehelyett Dublinban 1919. január 21-én Ír Parlamentet állítottak fel Dáil Éireann („Írország Gyűlése”) néven. Az első Dáil 1919 januárjában a dublini Mansion House-ban ült össze. Ekkor azonban de Valerát és a Sinn Féin más vezetőit letartóztatták. Collins jellemző módon kémhálózata útján előre értesült a letartóztatási tervekről és figyelmeztette a vezetőket, de Valera azonban, szintén jellemző módon, arra beszélte rá őket, hogy hagyják figyelmen kívül a figyelmeztetést. Abban bízott, hogy a letartóztatások jó propagandaeszközt adnának a kezükbe, a végén azonban a letartóztatások után alig maradt valaki, aki learassa az előnyöket a médiában.
De Valera távollétében a Dáil Cathal Brughát választotta meg a Príomh Aire tisztségre (szó szerint miniszterelnök, valójában inkább a Dáil elnöke), akit de Valera váltott fel, miután áprilisban Collins segítségével kiszabadították a Lincoln börtönből.
Collinsnak 1919-ben már többféle szerepe volt. A nyáron az Ír Republikánus Testvériség elnökévé választották (a szervezet elvei szerint ez az Ír Köztársaság de iure elnökének posztját jelentette). Szeptemberben az Ír Önkéntesekből alakult Ír Köztársasági Hadsereg (IRA) hírszerzési igazgatója lett. (Az IRA neve azt jelképezte, hogy az Ír Köztársaság hadseregének tekintették magukat.) Ekkor már folyt az ír függetlenségi háború: ugyanazon a napon kezdődött, amikor a Dáil összeült, miután IRA önkéntesek agyonlőttek két rendőrt, akik egy robbanóanyag-raktárt őriztek Soloheadbegben, Tipperary megyében. {Lásd még: Dan Breen}.

## Pénzügyminisztersége

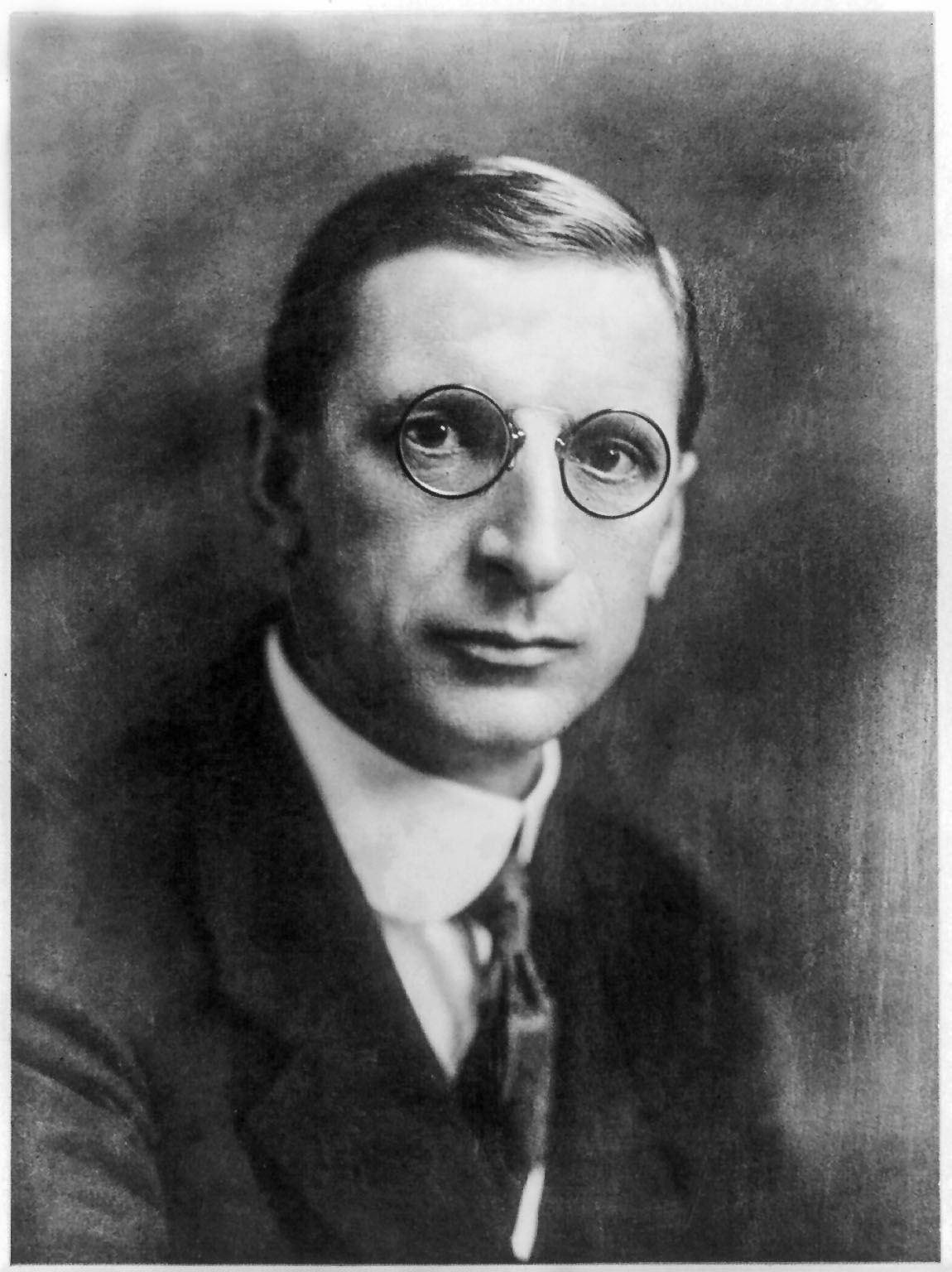
De Valera

1919-ben Collins még egy fontos megbízatást kapott: de Valera kormánya, az Aireacht pénzügyminiszterének nevezte ki. A korabeli ír minisztereket persze nem úgy kell elképzelni, hogy beültek egy nagy íróasztal mellé: a háború körülményei közt egy minisztert akármikor megölhették, a minisztériumok inkább csak papíron léteztek, vezetőjük pedig magánházakban dolgozott.
Collinsszal más volt a helyzet: ő valódi pénzügyminisztériumot hozott létre, amely arra is képes volt, hogy az új Ír Köztársaság finanszírozására Nemzeti Kölcsön néven kötvényt bocsásson ki. Ezzel olyan hírnevet szerzett magának, hogy Lenin Dublinba küldte egy képviselőjét, hogy vegyen kölcsön pénzt az Ír Köztársaságtól Szovjet-Oroszország számára. Fedezetnek az orosz koronaékszereket ajánlották. (Az ékszerek egy dublini széfben maradtak és mindenki elfeledkezett róluk, amíg az 1930-as években véletlenül újra fel nem fedezték őket.)
Összegezve már annak a munkának a mennyisége is jelentős, amelyet Collins elvégzett: speciális osztagot szervezett, a „Tizenkét Apostolt” a brit ügynökök megölésére, nemzetközi hírű kötvénykibocsátást hozott tető alá, vezette az IRA-t, sőt magát a kormányt is, amikor de Valera az Amerikai Egyesült Államokba utazott és hosszabb ideig ott tartózkodott, emellett szervezte a kiterjedt fegyvercsempészetet: valóságos egyszemélyes forradalom volt.
Collins és Richard Mulcahy voltak az Ír Köztársasági Hadsereg (IRA) fő szervezői, már amennyire a szétszórt gerillacsoportokat irányítani lehetett. Gyakran Collinsnak tulajdonítják az IRA polgárháborús gerilla akcióegységeinek megszervezését: ebből annyi igaz, hogy részt vett ebben, de a főszervező Dick McKee volt, akit az 1920-as Véres Vasárnap megtorlásaként a britek kivégeztek. Az IRA akcióinak jelentős része a helyi vezetők kezdeményezése volt, a Collins és Mulcahy kifejlesztette taktika és stratégia mentén.
1920-ra, amikor Collins még csak 30 éves volt, a britek akkortájt hatalmasnak számító 10 000 font sterlinges vérdíjat tűztek ki az olyan információkért, amelyek Collins elfogásához vagy megöléséhez vezetnek. Az IRA mozgalmat annyira áthatotta Collins hírneve, hogy „a Nagy Bajtárs” néven emlegették.
Az ír vezetők közt azonban voltak, akikkel Collins ellenséges viszonyba került, főleg ketten: Cathal Brugha, a jóakaratú de középszerű védelmi miniszter, akit katonai ügyekben a pénzügyminiszteri tisztet viselő Collins gyakran háttérbe szorított, illetve maga a Dáil Éireann vezetője, Éamon de Valera.
Egy fegyverszüneti megállapodás után megkezdődtek egy konferencia előkészületei a brit kormányzat és a még el nem ismert Ír Köztársaság vezetői közt. (Az ír államot csak a Szovjetunió ismerte el az írektől kapott kölcsönöket meghálálva, egyetlen más állam sem, beleértve – de Valera és több prominens ír-amerikai folyamatos lobbizása ellenére – az Amerikai Egyesült Államokat és Sean T. O’Kelly próbálkozásai ellenére a versailles-i békekonferenciát.
De Valera 1921 augusztusában sokak meglepetésére a Dáillal miniszterelnökből köztársasági elnökké léptette elő magát, hogy a tárgyalások során V. György brit királlyal egyenlő szintű státuszt viseljen, majd bejelentette, hogy mivel a király nem vesz részt a tárgyalásokon, ő is így tesz.
Kabinetje húzódozó egyetértésével de Valera tárgyalódelegációt nevezett ki, amelyet Arthur Griffith vezetett, helyettese pedig Collins volt. Collins, erős nehezteléssel ugyan, mert úgy vélte, de Valerának kellene vezetnie a delegációt, beleegyezett, hogy Londonba utazzon.

## Az angol-ír szerződés
A tárgyalások végül az Angol-Ír Szerződés, amely elismerte az ír állam megalapítását, Ír Szabadállam néven. (A név a de Valera leveleinek fejlécében szereplő Saorstát Éireann ír kifejezés szó szerinti fordítása volt, bár maga de Valera kevésbé szó szerint ezt „Ír Köztársaságnak” fordította.)
A szerződés lehetőséget adott arra, hogy az új állam az Ír-sziget egészét lefedje, az északkeleti hat megye viszont arra kapott jogot, hogy tetszése szerint csatlakozzon, vagy kimaradjon, és ezek a megyék azonnal a kimaradás mellett döntöttek. Erre az esetre számítva elhatározták az Ír Határbizottság felállítását a határ meghúzására. Collins arra számított, hogy Észak-Írország területileg olyan kicsi lesz, hogy gazdaság életképtelensége miatt lehetőség lesz az egységes Írország megteremtésére, mivel az Egyesült Királysággal való egységet pártoló unionisták egy viszonylag kis területre koncentrálódtak Kelet-Ulsterban.
Az Ír Szabad Állam az egyezmény szerint domínium státuszt kapott, kétkamarás parlamentje volt, a végrehajtó főhatalom elméletben a király kezében volt, valójában azonban a Dáil Éirann alsóháza választotta kormány gyakorolta. A Szabad Államnak független bírói rendszere volt, és általánosságban sokkal nagyobb mértékű függetlenséget nyert el, mint amit Charles Stewart Parnell vagy az Ír Parlamenti Párt akartak elérni.
A radikális köztársaságpártiak mégis elfogadhatatlannak tartották az egyezséget, amely köztársaság helyett domíniumi státuszt eredményezett és ahogy a kritikusok akkor mondták, tartalmazta a közvetlenül a királynak teendő hűségesküt is. (A szerződés szövege szerint valójában az esküt az Ír Szabad Államnak kellett letenni, és a szerződés egy a királynak tett kiegészítő esküről is szólt.)
A Sinn Féinben megoszlottak a vélemények a szerződésről, a Dáil pedig csak 10 napi elkeseredett vita után fogadta el, 64 szavazattal 57 ellenében. A vita során Cathal Brugha azzal kritizálta Collinst, hogy nem katonai vezető, a lapok mégis úgy írják le, mint „az ember, aki megnyerte a háborút”. Az igazság az volt, hogy valóban Collins volt az, aki meghatározó szerepet töltött be az IRA harci erőfeszítéseiben.
De Valera a szerződést ellenző frakcióhoz csatlakozott, a szerződésben adott engedmények ellenzékeként. Ellenfelei azonban azzal vádolták meg, hogy előzetes tudomása volt arról: a megkötendő szerződésben szerepelnie kell a korona jogainak. Legkeményebb ellenfelei pedig még azzal is vádolták, hogy szándékosan húzta ki magát a delegációból, mert tudta, hogy a rövid távon a tárgyalások nem vezethetnek el a köztársaság fenntartásához.
A szerződést három parlamentnek kellett jóváhagynia. A brit parlament ezt meg is tette, ahogy a Dáil Éireann is, amelynek hozzájárulására nem jogi, hanem politikai okokból volt szükség, mivel bár a nemzetközi jog és a nemzetközi közösség (valamint a hivatalos brit politika) szerint nem volt parlament státusza, az írek többségét képviselő Sinn Féin gyűléseként döntő jelentőségű de facto szerepe volt az események alakításában. Harmadikként az 1920-as Írország kormánya törvényben a brit parlament által létrehozott Dél-Írország Képviselőházának kellett megadnia a hozzájárulását. A 128 tagú testület, amely 1921-ben létrehozta a „Második Dáilt”, szintén jóváhagyta a szerződést, túlnyomó többséggel.

## Az ideiglenes kormány

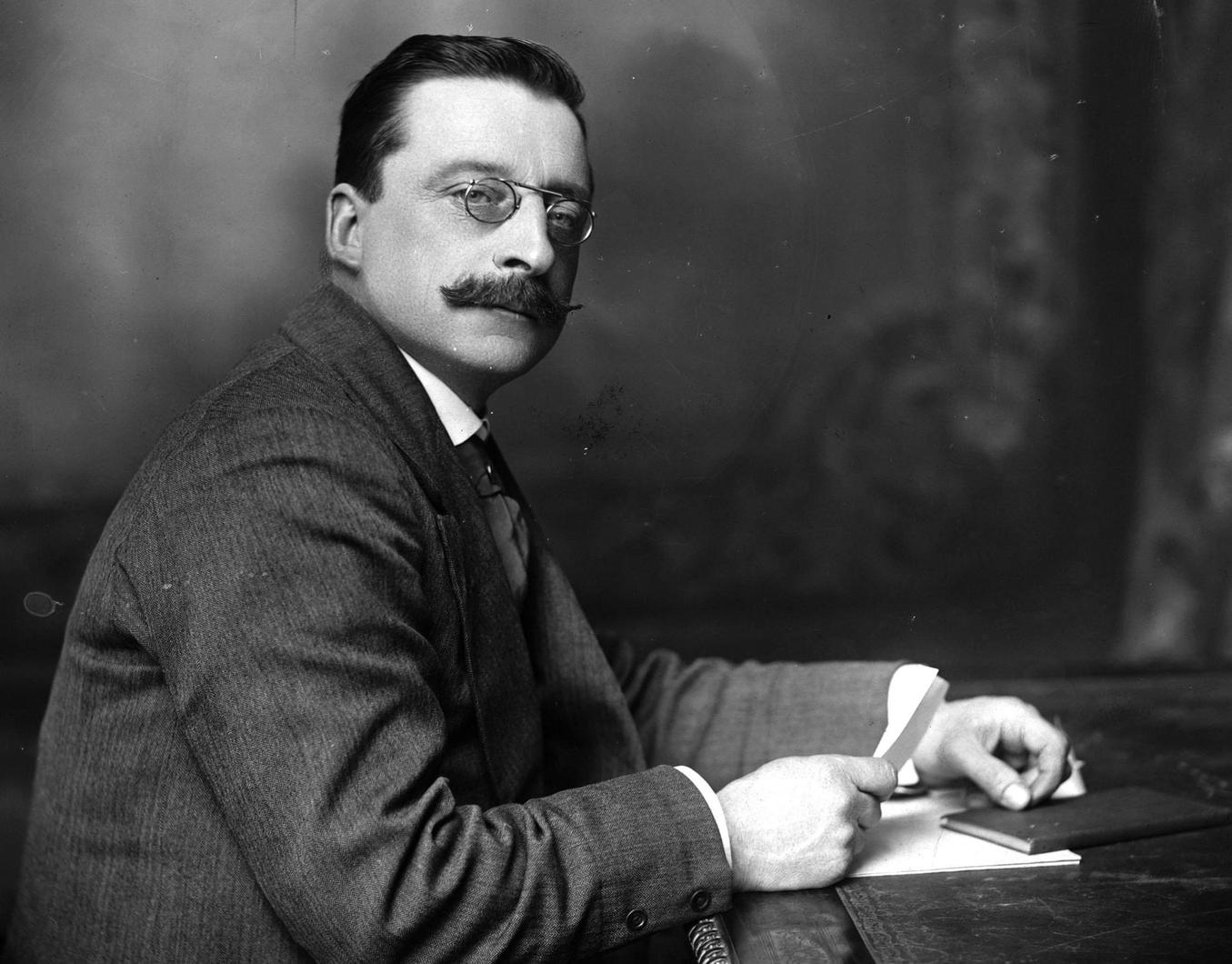
Arthur Griffith

Az 1919-ben elfogadott Dáil Alkotmány alapján a Dáil Éireann tovább működött. De Valera lemondott az elnökségről, de csak azért, hogy újraválasztassa magát és az újonnan szerzett tekintéllyel megtorpedózhassa a szerződést. Csalódott, mert a szavazásban vereséget szenvedett Arthur Griffithtől és Griffith lett az új elnök. Ő Valerától eltérően nem a köztársaság elnökének, hanem a Dáil Éireann elnökének címezte magát. Kormányának, az Aireachtnak a brit jog szerint nem volt alkotmányos státusza és létrejött egy másik kormány is, amely névleg Dél-Írország Képviselőházának felelt.
Ez a helyzet sok furcsasághoz vezetett. A britek szerint törvényes Ideiglenes Kormány Collins vezetésével alakult, aki a kormány elnöke lett (angolul President of the Provisional Government), lényegében miniszterelnök. Ugyanakkor Collins pénzügyminiszter maradt Griffith köztársasági kormányában. Miniszterelnöki beiktatása is furcsán alakult. A beiktatást Edmund Fitzalan-Howardnak, a királyt képviselő írországi Lord Lieutenantnak kellett végeznie, aki formálisan az ír adminisztráció feje volt. E találkozás célja a köztársaságiak korabeli interpretációja szerint az volt, hogy Collins elfogadja Fitzalantól a Dublini kastély feladását, amely a brit adminisztráció székhelye volt. A hivatalos brit alkotmányos elmélet szerint Collins azért találkozott Fitzalannal, hogy "kezet csókoljon" (ez volt a korona miniszterei beiktatásának hivatalos elnevezése).
Egyes források szerint Collins hét percet késett a ceremóniáról, és emiatt Fitzalan megfeddte. Collins így válaszolt: „Önnek hét percet kellett várnia, de nekünk hétszáz évet.”
A szerződés nagy vitákat váltott ki Írország-szerte. Először is, Éamon de Valera amiatt háborgott, hogy Collins az ő és kormánya előzetes hozzájárulása nélkül írt alá megegyezést. Ugyanakkor a szerződés tartalma is vitákat gerjesztett. De Valera és a köztársasági mozgalom sok tagja nem fogadták el, hogy Írország a Brit Birodalom domíniuma maradjon és a szimbolikus esküt a brit uralkodónak. Vitás kérdés volt az is, hogy a brit királyi flotta megtarthatta a dél-írországi szerződéses kikötőket. Mindkét pont azt a veszélyt vetette fel, hogy a Birodalom ellenőrzést gyakorolhat az ír külpolitika felett. A Dáil tagjainak jelentős része ellenezte a szerződést és végül csak vékony többséggel, 64-57 arányban fogadták el, 1922. január 7-én. Ennél is vészjóslóbb volt és még a polgárháború veszélyét is felidézte, hogy az IRA többsége is ellenezte a szerződést.
Visszatekintve már furcsának tűnhet, hogy Írország tényleges kettészakadása az Ír Szabad Államra és Dél-Írországra kevésbé volt vitatott kérdés. Ennek egyik oka az lehetett, hogy Collins gerillaháborút készített elő az északi állam ellen. 1922 első hónapjaiban IRA egységeket küldött a határhoz, az északi IRA egységekhez pedig fegyvert és pénzt juttatott el. Május-júniusban Collins és Liam Lynch szerződésellenes és a szerződést pártoló IRA egysége együttes részvételével offenzívát indított. Június 3-án brit nyomásra ezt lefújták. Collins közleményben tudatta: „A 26 (dél-írországi) megyéből sem a hivatalos irányítás alatti (szerződéspárti) csapatok, sem az IRA vezetői alatti (szerződésellenes) erők ne támadják meg a hat megye (északír) területét.” A határ mentén mégis folytatódtak a kisebb csatározások. Ennek csak akkor szakadt vége, amikor délen kitört a polgárháború, de ha Collins életben marad, valószínűleg teljes erejű gerillaoffenzívát indított volna az észak ellen. Emiatt a legtöbb északír IRA egység Collins mellett állt, és a polgárháborúban sokan délre húzódtak, hogy az Ír Szabad Államot támogassák.
A polgárháború 1922. júniusi kitörése előtti hónapokban Collins elkeseredett próbálkozásokat tett, hogy enyhítse a nemzeti mozgalomban keletkezett szakadást és megelőzze a testvérháborút. De Valera, a szerződés ellenzője, támogatóival együtt kivonult a Dáilból. Collinsnak végül sikerült tető alá hoznia egy paktumot a Sinn Féin szerződéspárti és szerződésellenes szárnya között, amely szerint a Szabad Állam első szabad választásán együtt indulnak és utána koalíciós kormányt alakítanak.
Collins azt javasolta, hogy a Szabad Államnak legyen köztársasági alkotmánya, amely nem tesz említést a brit királyról, ugyanakkor el sem ítéli a szerződést. Ez a kompromisszum csak a legvehemensebb köztársaságpártiak számára volt nem elfogadható. A katonai egység szavatolására a két szárny képviselőiből „hadseregújraegyesítő bizottságot” hozott létre. Erőfeszítéseket tett azért is, hogy az általa vezetett titkos Ír Köztársasági Testvériség győzze meg az IRÁ-t is, hogy elfogadja a szerződést. A britek azonban gazdasági blokáddal fenyegetőzve megvétózták a javasolt köztársasági alkotmányt, azzal érvelve, hogy jószándékkal írták alá a szerződést és annak megváltoztatására nincs mód. Erre az IRA szerződésellenes erői akciókkal válaszoltak, ami harcokhoz és végül polgárháborúhoz vezetett.

## A polgárháború

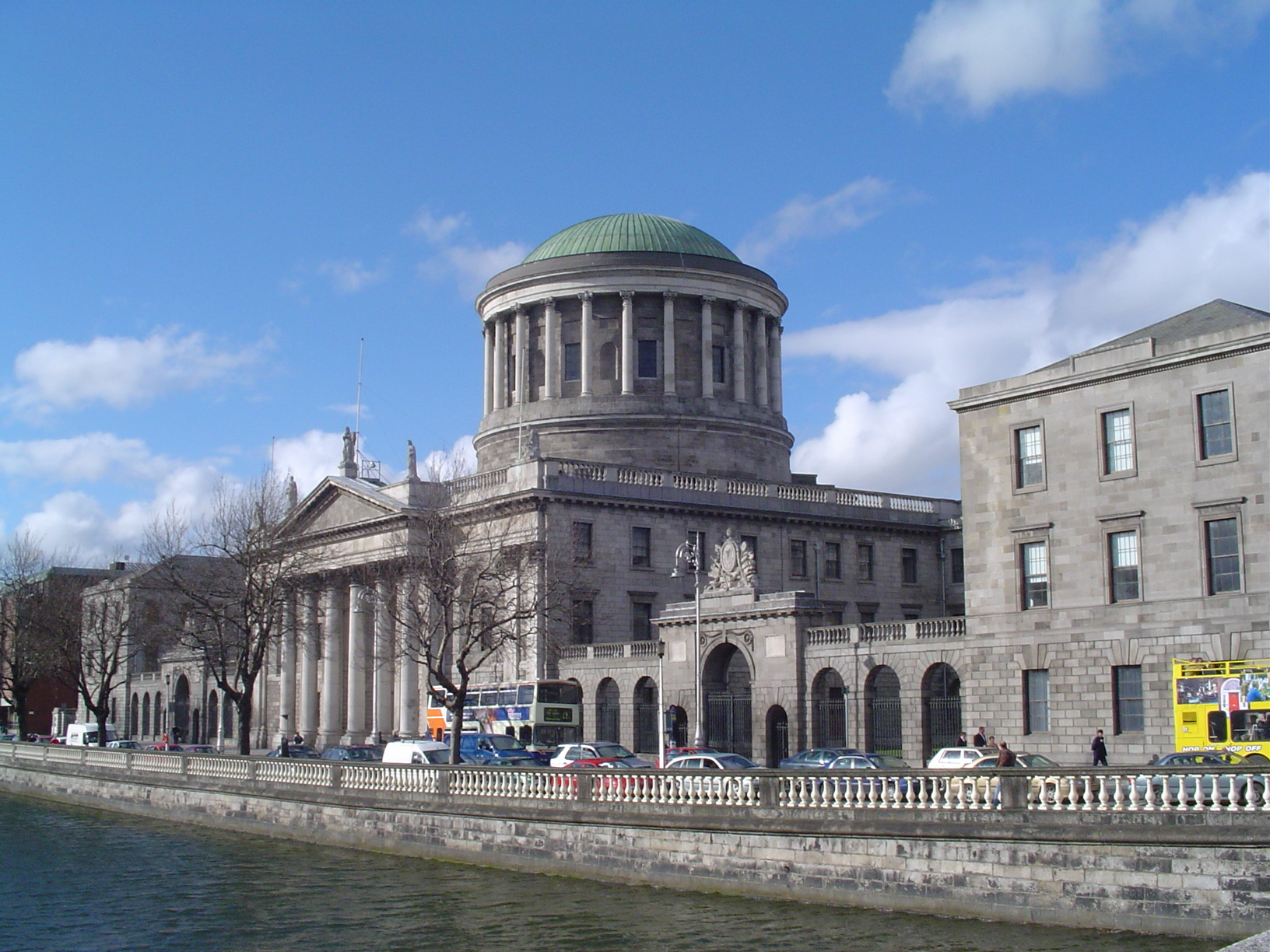
A Négy Bíróság

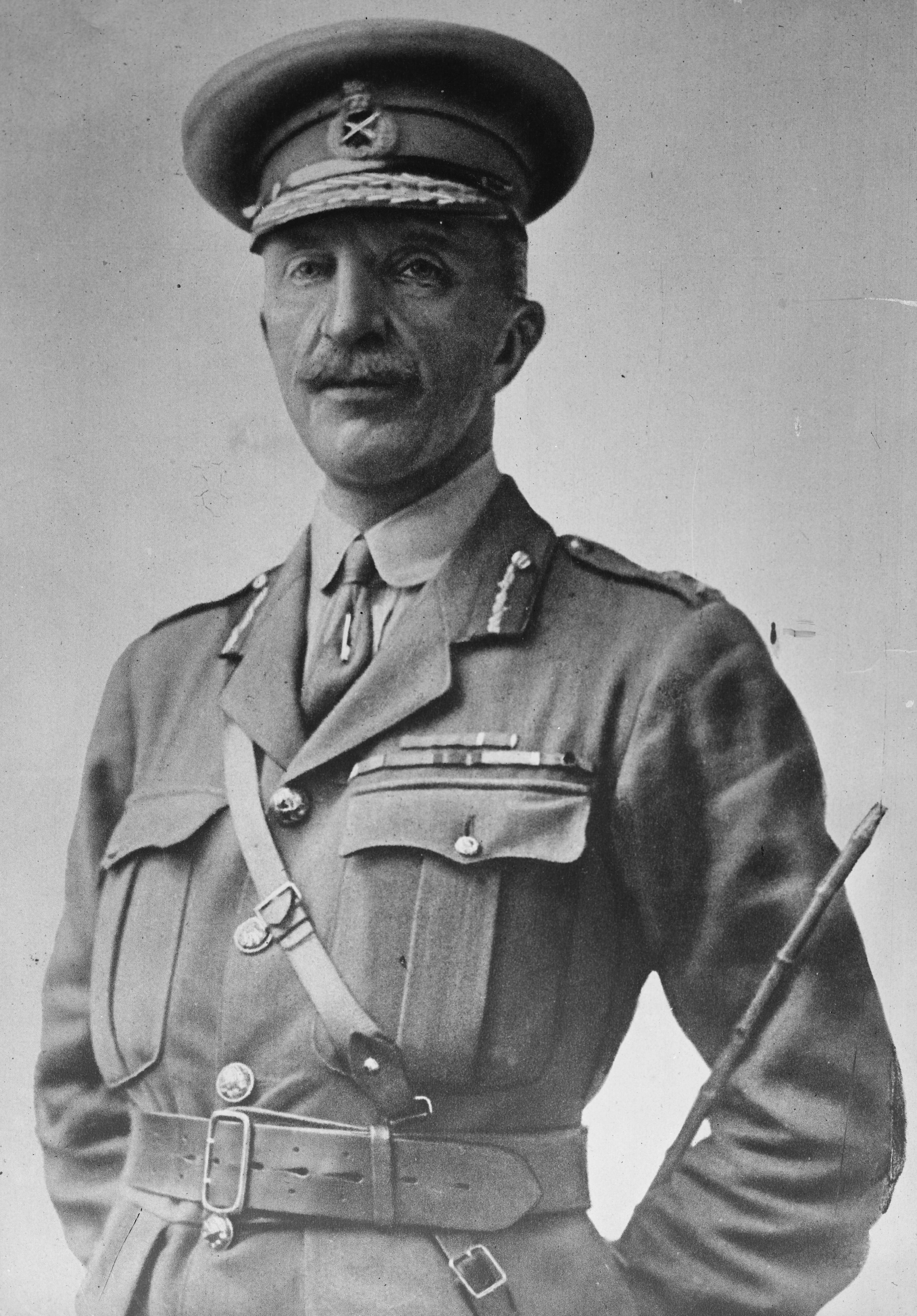
Sir Henry Hughes Wilson brit tábornokot a katolikus kisebbség elleni atrocitásokra válaszul ölték meg az IRA merénylői Londonban 1922. június 22-én

1922 áprilisában az IRA szerződésellenes szárnyának kétszázfős csoportja elfoglalta az ír igazságszolgáltatás legfontosabb épületét, a dublini Négy Bíróságot (írül Na Ceithre Cúirteannao, angolul Four Courts), dacolva az ideiglenes kormánnyal. Collins el akarta kerülni a polgárháborút, ezért nem támadta meg őket egészen júniusig, amikor a brit nyomás erre rákényszerítette. Június 22-én két IRA-tag a londoni Belgraviában lelőtte Sir Henry Wilson nyugállományú brit tábornokot. A közvélemény a szerződést ellenző IRA-szárnyat tette felelőssé a merényletért. Winston Churchill közölte Collinsszal, hogy ha nem vonul a Négy Bíróság ellen, akkor ezt a brit hadsereg fogja megtenni.
Azóta kiderült, hogy Collins maga sodorta magát ebbe a helyzetbe, mert ő maga rendelte el Wilson megölését, bosszúból a brit tábornok vezetése alatt történt támadásokért a római katolikusok ellen Észak-Írországban. Joe Dolan (Collins Squad nevű függetlenségi háborús kivégzőosztagának tagja, majd 1922-től az Ír Szabad Állam kapitánya) tárta ezt a nyilvánosság elé az 1950-es évek végén. Egyúttal azt is elmondta, hogy Collins parancsot adott neki, hogy próbálja meg megmenteni a két merénylőt, mielőtt kivégezték őket.
Az utolsó lökést az adta, hogy a szerződésellenes szárny elrabolta J.J. O'Connellt, a Szabad Állam tábornokát. Collins még egy utolsó kísérletet tett, hogy távozásra bírja a Négy Bíróság védőit, majd két 18-fontos ágyút kölcsönzött a britektől és addig lövette az épületet, amíg a bent lévők megadták magukat.
Ezzel kitört az ír polgárháború. Nyílt összecsapások kezdődtek Dublinban a szerződésellenes IRA-szárny és a Szabad Állam csapatai között. Collins vezetésével a Szabad Állam erői gyorsan ellenőrzésük alá vonták a fővárost. 1922 júliusában a szerződésellenes erők ellenőrzése alatt a déli Munster állt, több más területtel együtt. De Valera és más szerződésellenes politikusok a Szabad Állam ellen küzdők oldalára álltak. Az év közepére Collins letette az ideiglenes kormány vezetésével kapcsolatos feladatait és a szerződéspárti IRA-szárnyra szervezett reguláris ír hadsereg parancsnoka lett. A britek felfegyverezte és támogatta hadsereg gyorsan nőtt. Collins, Richard Mulcahy és Eoin O'Duffy partraszállásos támadások sorozatát határozták el, és ezek meg is hozták a sikert: visszafoglalták Munstert, július-augusztus folyamán pedig az ország nyugati felét. Az offenzíva során Collins – bár gyomorpanaszai voltak és depresszió gyötörte – szülőmegyéjébe, Corkba utazott, annak ellenére, hogy óvták ettől. Egy beszámoló szerint azt válaszolta: „Nem fognak lelőni a saját megyémben.”

## Collins halála
Utolsó ismert fényképén Collins a Cork megyei Bandonon halad keresztül egy katonai jármű hátsó ülésén, a Devonshire Arms Hotel (ma Munster Arms) előtt, 1922. augusztus 22-én.
Bandon felé menet a kocsioszlop megállt Béal na mBláth falunál útbaigazítást kérni. Nem tudták, hogy Dinny Long, akitől az utat kérdezték, a helyi szerződésellenes IRA tagja. Így Collins ellenfelei rajtaütést készítettek elő akkorra, amikor majd Cork városba visszatér. Tudták, hogy ugyanazon az úton fog visszafelé is haladni, mivel a másik két Bandonból Corkba vezető utat a republikánusok ellenőrizték. Mire este 8 felé Collinsék valóban visszatértek, a rajtaütésre összegyűlők (akiket állítólag Liam Deasy tábornok vezetett) már szétszéledtek, jórészt egy közeli pubba, a maradék öt ember azonban tüzet nyitott a konvojra. Korábban három aknát is elhelyeztek az úton, de mire a tűzharc kitört, már szétszerelték.
A tüzelés mintegy 40 percig folyt, de csak egyetlen halálos áldozata volt: Collins. Bár útitársa, Emmet Dalton azt javasolta, szálljon át a velük tartó páncélozott autóba, Collins nem ezt választotta, és saját autóján sem hajtott el, ehelyett a tüzelés viszonzására adott utasítást, és maga is részt vett a harcban. A halálos lövés nagy sebet okozva a jobb füle mögött érte. A páncélozott jármű fedezékében testét autójába tették és visszavitték Corkba.

## Alakja irodalomban, játékfilmben
Collins az ír történelem nemzetközi hírűvé vált hőse. Alakja már a halálát követő évtizedtől foglalkoztatja a játékfilmés dokumentumfilmkészítők fantáziáját.
Életét már 1936-ban játékfilm dolgozta fel, Beloved Enemy címmel, amelyben David Niven, a kor híres angol színésze brit tisztet játszott. A film főszereplője, Dennis Riordan, akit Brian Ahern alakított, a valódi Collinstól eltérően felgyógyul, miután lelövik.
1973-ban a walesi Kenneth Griffiths készített Collinsról dokumentumfilmet Hang Up Your Brightest Colours címmel az ITV megrendelésére, de a film nem került képernyőre. Végül 1993-ban a BBC bemutatta Walesben, majd a következő évben Egyesült Királyság-szerte.
Colm Connolly 1989-ben Michael Collins halálát dolgozta fel The Shadow of Beal Béalnabláth című dokumentumfilmjében, amely a Raidió Teilifís Éireann ír csatorna számára készült.
1991-ben The Treaty (A szerződés) címmel tévéfilm készült, amelyben Brendan Gleeson alakította Collinst és Ian Bannen Lloyd George-ot.
Gleeson feltűnt Neil Jordan 1996-os Michael Collins című játékfilmben is, ezúttal Collins munkatársa, Liam Tobin szerepében. Ebben a filmben Liam Neeson játszotta a címszereplő Collinst; menyasszonyát, Kitty Kiernant Julia Roberts; De Valerát pedig Alan Rickman. A népszerű film világgá röpítette az ír vezető hírét, de kritikákat is kapott, amiért több ponton szabadon kezelte a tényeket.